# Lars Blumers
Lars Blumers est un réalisateur et scénariste allemand.
Il étudie l'écriture de scénarios et la réalisation à New York. En 1999 il réalise son premier court métrage, Poker menteur. Son premier long métrage Mike, sort en 2011.

## Filmographie
- 2011 Mike
- 2005 Carjackin (court métrage)
- 2003 Prédateurs domestiques (court métrage)
- 1999 Poker menteur (court métrage)